# Balneario Hervideros de Cofrentes
El Balneario de Hervideros de Cofrentes  está situado en la confluencia de los ríos Júcar y Cabriel, en la zona montañosa del oeste de la provincia de Valencia, en el límite con la provincia de Albacete, Castilla-La Mancha. Pertenece al término municipal de Cofrentes, que se encuentra a unos 100 kilómetros por autovía de la capital del Turia. 
Fue fundado en 1902 y ocupa una superficie de 2.000.000 de metros cuadrados. Está situado a 400 metros de altitud en el Valle de Ayora - Cofrentes, uno de los más bellos parajes de la geografía valenciana. Muy próximos al Balneario se encuentra: la Reserva Nacional de Caza de la Muela de Cortes, las Cuevas de Don Juan y el embalse de Embarcaderos (a 4 km), donde se unen las aguas de los ríos Júcar y Cabriel, formando un lago de 20 km de longitud entre los impresionantes cañones de la Muela de Cortes.
A partir de este Balneario, se empezó a crear complejos y edificios formando una población; a la que viven actualmente 12 personas.  Es la segunda empresa de España en actividades de salud y mantenimiento físico 

## El agua de Balneario Hervideros de Cofrentes
Las aguas del Balneario Hervideros de Cofrentes fueron declaradas de utilidad pública por Real Orden del 15 de noviembre de 1902. Por los gases minerales se clasifican como: Bicarbonatadas mixtas - Sulfatado- Magnésicas - Ferruginosas - Carbónicas. El balneario o estación Termal de Cofrentes dispone de una capacidad para 390 personas en alojamientos de 3 estrellas. Una singularidad de las instalaciones es la variada composición de las unidades de alojamiento que están dispersas a lo largo de todo el complejo como si de un pequeño pueblo se tratase.
Algunos de los tratamientos que se ofrecen son: tratamientos faciales hidratantes, purificantes, blanqueadores, regeneradores, revitalizantes, etc.., así como también tratamientos corporales como baños, masajes, depilaciones, peeling y envolvimientos, etc.

## Instalaciones
El Balneario Hervideros de Cofrentes dispone de una oferta deportiva complementaria a los tratamientos de salud que incluye:
- Un campo de golf de nueve hoyos Pitch&Putt
- Cruceros Fluviales por los Cañones del Júcar